# Lenguas momo occidentales
Las lenguas momo occidentales (no confundir con las otras lenguas momo), ahora llamadas preferentemente lenguas de los pastizales suroccidentales son un grupo de lenguas, previamente clasificadas junto a las otras lenguas momo, forman parte de las lenguas de los pastizales. Se hablan en Camerún y son una pequeña rama de las Lenguas bantoides meridionales.
Los idiomas de esta familia son el manta (tanka, batakpa), el balo (alunfa), el osatu, el busam, el menka–atoŋ.
Varios de estos han sido clasificados por algunos autores como lenguas tivoides, una posición reflejada en Ethnologue.

## Clasificación
Blench (2010) reconoce cinco subgrupos de coordenadas dentro de Southwest Grassfields.
Lenguas de los pastizales del suroeste
- Busam
- Nenka, atong
- Tanka, Bantakpa, manta
- Osatu
- Alunfa, Balo

## Comparación léxica
Los numerales para diferentes momo son:
| GLOSA | Balo          | Alunfa       | Osatu         | Manta    | Bantakpa   | Tanka    | Menka     | Atong                 | Busam      | Ambele  | PROTO- MOMO |
| ----- | ------------- | ------------ | ------------- | -------- | ---------- | -------- | --------- | --------------------- | ---------- | ------- | ----------- |
| '1'   | yimɔʔ         | yimɔʔ        | inimɔ         | ébíŋ     | ɛbiŋ       | abiŋ     | abíŋ      | ebvəŋ ɡemɔ            | amɔ        | abú     | *-mɔʔ *-bíŋ |
| '2'   | bofɛ:         | bufɛ:        | mihɛ          | ɛ́fɛ́:     | ɛfɛ        | ɛfɛ      | ɔfè       | bejí                  | ɪfé        | efiɡe   | *-fɛ́:       |
| '3'   | botyɑʔ        | bucaʔ        | mityɑ         | ɛ̀tá:     | ɛta:ʔ      | etaʔ     | ɔtát      | betát                 | ɪtát       | etíá    | *-tá:(t)    |
| '4'   | boɲi:         | buŋi:        | miɲi          | èɲì:     | ɛŋi        | ɛŋi      | ɔɲì       | beɲì                  | ɪɲì        | enjì    | *-ŋì        |
| '5'   | botɑ          | buta         | mitɑ          | ɛ́tâŋ     | ɛtan       | ɛtan     | otsàn     | betón                 | ɪtòn       | etan    | *-tâŋ       |
| '6'   | otɔnɔti       | otɔnɔti      | mititi:       | ètʒètí:  | ɛtiɛti     | ɛtiete   | datí      | belendát              | blendàt    | etyedí  |             |
| '7'   | osɑmbwɛ       | osɔmbwɛ      | mititinɛnmɔ   | èsàmbá:  | ɛsamba     | ɛsamba   | datinɔmwc | belendátɔmɔ, esamboɣa | blendàtimɔ | saubwə́  | *-sam-bá:   |
| '8'   | oɲiɲi         | oŋiŋii       | minini:       | èɲìní:   | ɛŋini      | ɛŋini    | iɲí       | beliɲi                | bleŋí      | enjiní  | *-ŋìní:     |
| '9'   | oɲiɲiɲi:yimɔʔ | oŋiŋi:nəwumɔ | minini:nɛnimɔ | èɲìníbìŋ | ɛŋininebiŋ | ɛŋinibiŋ | iɲinɔmɔ   | beliɲinɔmɔ            | bleŋíimɔ   | njinɑ́bú | *8+1        |
| '10'  | ofwɑʔ         | ofwa         | mifɔ          | ɛ̀fwá:    | ɛfwa:      | ɛfwaʔ    | ifuɔ́t     | bewat                 | ɪfót       | efua    | *-fwa       |